# Río Obstáculo
Río Obstáculo är ett vattendrag i Chile.   Det ligger i regionen Región de Aisén, i den södra delen av landet, 1 700 km söder om huvudstaden Santiago de Chile.
Omgivningen kring Río Obstáculo består i huvudsak av gräsmarker. Området är nästan obefolkat, med mindre än två invånare per kvadratkilometer.